# Stratenus

Stratenus is een oorspronkelijk uit Stratum afkomstig geslacht waarvan een tak in 1838 werd opgenomen in de Nederlandse adel.

## Geschiedenis
De stamreeks begint met Jan Cornelissen (van der Straten), afkomstig uit Stratum die bakker werd te Dordrecht en daar op 17 augustus 1661 werd begraven. Zijn zoon nam de naam Stratenus aan. Een achterkleinzoon van die laatste werd oud-raad, schepen en veertigraad van Dordrecht. Een kleinzoon van de laatste werd bij Koninklijk Besluit van 26 oktober 1838 verheven in de Nederlandse adel en hij en zijn afstammelingen verkregen daardoor het predicaat jonkheer en jonkvrouw; in 1847 werd aan hem de titel van baron bij eerstgeboorte verleend. In 1910 werd de familie opgenomen in het genealogische naslagwerk Nederland's Patriciaat.

## Enkele telgen
Anthony Stratenus (1731-1796), oud-raad, schepen en veertigraad van Dordrecht
- Mr. Adam Anthony Stratenus (1779-1836), onder andere interim-minister en lid van de Raad van State
  - Mr. Anthony Johan Lucas baron Stratenus (1807-1872), diplomaat en minister; trouwde in 1852 met Susette Otheline Constance barones van der Duyn (1820-1864), hofdame van prins Frederik en prinses Louise van Pruisen, lid van de familie Van der Duyn en dochter van Willem Lodewijk baron van der Duyn, heer van Benthorn (1792-1871), ritmeester
    - Guillaume Jean Théodore baron Stratenus (1858-1939), koper van huis Nieuw Rande
      - Edouard Antoine baron Stratenus (1885-1979); trouwde in 1963 met Hillegonda Vis (1916-1996), laatste particuliere bewoners van huis Nieuw Rande
      - Jhr. mr. Théodore Guillaume Jean Stratenus (1886-1965); trouwde in 1912 met jkvr. Christine Henriette Pauw van Wieldrecht (1890-1965), dochter van mr. Maarten Iman ridder Pauw van Wieldrecht, heer van Wieldrecht en Darthuizen (1860-1913)
        - Jhr. Antoine Guillaume Jean Stratenus (1913-1969)
          - Jkvr. Marie Emilie Stratenus (1940); trouwde in 1964 met Willem Jan Pieter (Jim) van Notten (1934), burgemeester en bewoners van Huis te Maarn
          - Eduard Antony baron Stratenus (1947), oud-bankemployé en chef de famille

        - Jhr. dr. René Jean Stratenus (1914-1992), voorzitter Raad van Bestuur Stevin groep N.V
          - Jhr. Maarten Stratenus (1941-2023), huisarts en publicist over zijn overgrootvader mr. Maarten Iman ridder Pauw van Wieldrecht, heer van Wieldrecht en Darthuizen (1860-1913), burgemeester en kamerheer

  - Lodewijk Willem Arnold Stratenus (1820-1847), trouwde in 1845 met jkvr. Henriette Johanna Martina Beeldsnijder, vrouwe van Voshol (1827-1903), laatste lid van de adellijke familie Beeldsnijder
    - Louise Antoinette Stratenus (1846-1909); trouwde in 1865 met mr. Johan Hendrik Mello baron Mollerus, heer van Westkerke (1840-1909), Commissaris van de Koning(in)
    - Lodewijk Willem Arnold Stratenus, heer van Voshol (1848-1896)

  - Hendrik Jacob Stratenus (1825-1856)
    - Louise Antoinette Stratenus (1852-1908), schrijfster

Geslachten die opgenomen zijn in het sinds 1910 verschijnende genealogische naslagwerk Nederland's Patriciaat. Lijst volgens opgave van het CBG Centrum voor familiegeschiedenis.
A · B · C · D · E · F · G · H · I · J · K · L · M · N · O · P · Q · R · S · T · U · V · W · Y · Z